# レゴシティ アンダーカバー
『レゴシティ アンダーカバー』（原題: Lego City Undercover）は2013年7月25日に発売されたWii U専用ゲームソフト。レゴゲームシリーズで初めて任天堂が販売を担当している。
2017年4月4日にNintendo Switch・PlayStation 4・Xbox One・Steam移植版が発売された。開発はWii U版同様にTT Games開発部門のTT Fusionが担当。移植版の販売はワーナー・ブラザースが担当している。日本では同年6月29日にNintendo Switch・PlayStation 4の2形態で発売された。
2015年3月5日発売のニンテンドー3DS用ソフト『レゴシティ アンダーカバー チェイス ビギンズ』では、本作Wii U版よりも過去（2年前）の物語という設定になっている。PC版及びコンシューマー版は、それの後日談となる。

## 概要
レゴブロックの世界観を題材にしたオープンワールドのアクションアドベンチャーゲーム。レゴブロックで出来た『レゴシティ』を舞台に、プレイヤーは警察官のチェイス・マケインを操作し脱獄した凶悪犯のレックス・フューリーの逮捕を目指す。
また、ゲーム内には『スーパーマリオ』に登場したハテナブロックや土管など、任天堂作品へのオマージュも存在しているが、非任天堂機版では削除されている。
ゲームのストーリークリア時間は、オープンワールドでの自由な捜索を殆ど行わなかった場合、10〜12時間程でクリアできるが、実際にはストーリークリアをする前にも捜索をするプレイヤーが多いため、大抵の場合それ以上かかる。このストーリークリア時間は、レゴシティ アンダーカバー チェイス ビギンズや他のレゴゲームより長い。
ただし、ストーリ中にレゴブロックによるスーパービルドを組み立てる必要があるため実際は自由な探索を前提としている点も見られる。

## システム
ブロックで出来たオブジェクトを一度破壊し、再び組み立てることにより、事件解決の糸口を見つけることが可能である。
潜入場所に応じて変装することにより、様々な特殊能力が発現しゲームの進行に役立てることも可能である。また、Wii U GamePadを用いて景色を撮影したり、マップを表示させたりするなど、ゲーム内でタブレット端末のように活用させることができる。
さらに、レックス追跡以外にも、ギャングの逮捕や猫の救出といったサブクエストも存在し、見た目のカスタマイズも可能であるなどやり込み要素も豊富である。
今作は他のレゴゲームシリーズと異なりマルチプレイには非対応（PS4版・Switch版はオフラインマルチプレイに対応）。また上記のような見た目のカスタマイズについても、他のシリーズのような細かい能力の差異は無い。
また、このゲームはチャプターが15個ある。

## 変装
物語を進めると、特定の施設に潜入した際やする準備として変装が手に入る事がある。それぞれの能力を活用することで仕掛けを解いたり隠し要素をアンロックできる。また、お楽しみ要素として各地の変装ブースで各変装にチェイス以外の人物の姿を割り合てることができたり、警察署地下で集めたパーツを組み合わせ好きな見た目にすることもできる。
一般人
私服姿であり、特殊能力は一切無い。その代り割り当てられるコスチュームの種類は非常に多い。
警察官
警察署で入手。足跡を辿ったり隠れた犯人を盗聴できる「スキャン」が使用できる。また、物語が進むとフックに引っかけて移動ができる「グラップルガン」が使用可能になる。
やりこみ要素は「ギャングのタイホ」と「乗り物ドロボウのタイホ」。移植版では服の青が濃くなった。
ドロボウ
刑務所で入手。金庫のカギを解除したり、バールを使いドアや天窓を開ける事ができる。また、物語が進むと色を変えることでカラースイッチを作動させたり無地のブロックに塗装ができる「カラーガン」が使用可能になる。また、ある変装を利用すれば通常では開けることができない扉をこじ開ける事ができる。また、医療関係者（忍者ナタリア、救急医療隊員など）でも、金庫を開けられる。
やりこみ要素は「ATMの破壊」と「乗り物を盗む」。

鉱山作業員
鉱山で入手。ツルハシで岩を破壊したり、自販機でダイナマイトを購入して使用できる。
やりこみ要素は「レア岩の破壊」と「レックス像の爆破」。
宇宙飛行士
アポロ島で入手。テレポーターやスペースクレートを作動させることができる。また、物語が進むと少しの間空を飛べる「ジェットパック」が使用可能になる。
やりこみ要素は「エイリアンの捕獲」と「旗を立てる」。
農業作業員
フォートメドウズで入手。ニワトリを使い高い所からゆっくりと降下したり、植物に水を撒いて高い所へ登ったりできる。
やりこみ要素は「ブタの捕獲」と「フラワーポッドへの水やり」。
消防士
消防署で入手。放水して火を消したり、消火斧で板の打ちつけられたドアを破ることができる。
やりこみ要素は「バーベキューの消火」と「ネコの救出」。移植版では服の色が黄色から黒色に変わった。
現場作業員
工事現場で入手。ドリルでガタガタの地面を掘ったり、漏電しているヒューズボックスを修理して電力を復旧させることができる。
やりこみ要素は「ドリルチャレンジ」と「コーヒーブレイク」。

## 主な登場人物
チェイス・マケイン
声：青木強
今作の主人公。レゴシティの捜査官。2年前、凶悪犯レックスを見事逮捕するも、目撃情報を提供し証人保護プログラムを受けているはずのナタリアの素性を明かしてしまったため、罰としてレゴシティから追放され地球の裏側にあるブロック群へ異動させられた（国内で2015年に発売の3DS版でその様子が描かれている）。本作序盤のカットシーンなどでもその件について触れられている。
レックス・フューリー
声：高瀬右光
かつてチェイスによって逮捕された犯罪者で、アルバトロス刑務所に収監されていたが、脱獄を謀った。目撃情報を証言したナタリアのことを恨んでいる。彼を追い詰めていくうちにレゴシティにはびこる陰謀が明らかになっていく。また、左腕にかけられた手錠を自力で外すほどの筋力を持っている。
ナタリア・コワルスキー
声：うえだ星子
チェイスの元恋人。病院に勤めている。元報道記者（2年前）。かつてチェイスがレックスを逮捕する際に情報提供をした。
フランク・ハニー
声：西健亮
レゴシティ警察署に所属する新米警察官。新米故に失敗が多い。「コンピューター」を間違えて「コンピューパー」と言ったり、乗馬の際に、後ろ向きに乗ったりしている。チェイスを尊敬しており、彼の相棒として捜査に協力する。エリーに片思いしている。グラップルガンを使うのを禁止されている。幼稚園の時から身長が一番高いらしい。
マリオン・ダンビー
声：宮林康
レゴシティ警察署署長。元副署長（2年前）。チェイスとの仲は良くない。世間一般には2年前にレックスを逮捕したのは彼ということになっている。いつもドーナツを食べている。また、副署長時代から、ドーナツを部下に買いに行かせたり、自分が勤務時間中に昼寝をしていたにもかかわらず、起こした部下をクビにしたりしている。
エリー・フィリップス
声：中上育実
レゴシティ警察署の備品デスク係。チェイスとは同僚にあたり、彼の捜査に協力する。序盤で彼に渡す通信端末の色はオリジナル版では白であったが、リマスター版では黒になった。フランクの事を成長したと言っている。
グリーソン市長
声：平田絵里子
レゴシティを統治する市長。元レゴシティ警察署署長（2年前）。レックスを再び逮捕するため、チェイスをレゴシティに呼び戻した。
ウソヒゲ船長
声：宝亀克寿
チェイスをレゴシティへ送り届けた貨物船の船長。数時間後に転職し、アルバトロス島やアポロ島などへ輸送してくれるフェリーの船長に就いている。
デューク・ハックルベリー
声：花輪英司
ブルーベル国立公園に駐在所を構える保安官。エリーのおじにあたる。後の捜査で必要不可欠となるグラップルガンを与えてくれる。いつも相棒であるリスのデレクとともにいる。
ブルー・ウィテカー
声：斉藤次郎
アルバトロス刑務所に長い間収監されている囚人で、調達屋。刑務所内外の情報に精通しており、レックスに迫るカギも握っている。刑務所では電話が使えないため、電話内蔵型クロワッサンに話しかけているのをよく目撃され、周囲に変人扱いされている。自身の母親はいつもケーキを焼いており、自身は看守や囚人にお裾分けしているが、何故かそのケーキには車（ブルー曰く「新車」）のパーツが入っており、それを食べた仲間の囚人はタイヤを吐き出しており、古株の看守からは「ちょっと変わった味がする」と評している。
また、「声が似ているから」という理由で映画スターや大統領と間違えられていた。
バリー・スミス
声：宝亀克寿
ブルーベル国立公園はずれの離れ小島で、24時間営業の配管工とカンフー道場の師範を営んでいる男。チェイスによると1987年から水道管とチャクラの詰まりを直しているとの事。チェイスはレックスを倒すため、彼の元で格闘術を学ぶことになる。
チャン・チュアン
声：宮林康
パゴダ一帯を取り仕切っているアジア系マフィアの首領で、リムジンタクシーやスクラップ場の経営をしている。普段は温厚だが話の途中で突然ヒステリーを起こす癖がある。その際は部下がウサギを抱かせて落ち着かせている。
チャック・モリソン
声∶宮下栄治
警察署の地下で仕事するメカニック。署長に秘密でチェイスに囚人護送車をプレゼントをする。
モ・デ・ルカ
声∶不明
ヴィニーの従兄。裁判所までチェイスが乗っている囚人護送車に乗せられ、そのご釈放される。
ヴィニー・パパラルド
声：宮下栄治
人気アイスクリーム店「パパラルド」のオーナーだが、その正体はレゴシティ最大のギャングであり、当然レックスとも深く繋がっている。
フォレスト・ブラックウェル
声：加藤亮夫
レゴシティ最大の資産家で黒い噂の絶えない人物。様々な建造物に出資しており彼の名が付いた橋やタワーが存在する。
ヘンリク・コワルスキー
声：宝亀克寿
ナタリアの父親で科学者。レックスに誘拐されてしまう。
ヘイズ
声∶加藤亮夫
フォートメドウズの農家。牛や豚、馬を飼っている。

## レゴシティ
チェリーツリーヒルズ
住宅街や高層ビル群からなる都会的なエリア。街の平和を守るレゴシティ警察署があるのもここで、物語の拠点となる。
レゴシティ警察署
チェイス達が勤めている警察署。建物内で、アンロックした変装や乗り物を購入できる。裏手の桟橋からアルバトロス島行きのフェリーに乗ることが出来る。
アルバトロス島
全体が巨大な刑務所となっている島。チェリーツリーヒルズ（レゴシティ警察署裏）からフェリーに乗って行く。チェイスはここでブルーに聞いた後、レックスの牢屋で手がかりを探す。
アルバトロス刑務所
沢山の囚人が収容されている。警備員は寝てばかりで警備をしていない。
オーバーン
大きな港や工場など様々な工業施設が集積するエリア。このゲームでチェイスが最初に降り立つ場所である。
オーバーン・ベイ・ブリッジ
オーバーンとフォートメドウズを繋ぐ2層構造の橋。上部が車の専用。下部が鉄道専用となっている。最初は通行止めになっていて渡ることが出来ない。
フォートメドウズ
広大でのどかな農牧地や古城があるエリア。ガソリンスタンドやグラビー湾もある。
ブルーベル国立公園
巨大なダムが目を引く自然豊かなエリア。鉱山と、バリー・スミスのカンフー道場がある。
ブルーベルダム
レゴシティ唯一のダム。レゴシティの大半の電力を提供している。
ヘリテッジブリッジ
チェリーツリーヒルズとフェスティバル広場をつなぐ橋。鉄道と並走することが出来る。最初は通行止めになっている。
ブラックウェルブリッジ
ブラックウェルが作った橋でブルーベル国立公園とアップタウンを結ぶ橋。
フェスティバル広場
巨大なバルーンアートや様々なアトラクションがあるエリア。病院や消防署がある。ナタリアはここの病院で働いている。
パゴダ
オリエンタルな街並みが広がる中国風なエリア。チャンのリムジン会社やスクラップ場がある。
ブライトライツプラザ
ショッピングモールやホテルなど様々な商業施設が軒を連ねるエリア。
クロスタウントンネル
ブライトライツプラザとパラダイスサンズを結ぶトンネル。
グランドカナル
パゴダとフレスコを結ぶ運河。
クレセントパーク
緑豊かで市民憩いの公園エリア。
アップタウン
歴史的な建物が立ち並ぶエリア。Tレックスの化石が展示されている博物館がある。
ダウンタウン
街の南に位置するオフィス街エリア。レゴシティ最大の銀行がある。
キングスコート
街唯一の裁判所が置かれているエリア。また、レゴシティの中でも最も高いブラックウェルタワーがそびえ立っている。
アポロ島
宇宙センターや研究所、シャトルの発射台がある島。キングスコートからフェリーに乗って行く。フランクは出入禁止されている。
フレスコ
イタリアがモチーフの古くも美しい街並みのエリア。地元民なら誰もが知っている大人気のアイスクリーム店「パパラルド」がある。
パパラルド
ヴィニー・パパラルドが経営しているアイスクリーム店。地元のチンピラ達の集会所。
パラダイスサンズ
街の中でも特に広大なビーチや遊園地が目印のリゾートエリア。工事現場がある。フランクの親が経営しているホテルもある。
レゴシティ空港
街の玄関口である空港があるエリア。
レディリバティー島
ある場所から行くことのできる、女神像のある島。
女神像
ブロック群から100年以上前に贈られたプレゼント。ブロック群からは、その後ずっとプレゼントを貰ってないらしい。

## レゴシティ アンダーカバー チェイス ビギンズ
『レゴシティ アンダーカバー チェイス ビギンズ』（Lego City Undercover: The Chase Begins）は2015年3月5日に発売されたニンテンドー3DS専用ゲームソフト。Wii U版と同様、販売は任天堂が担当。レックスと戦うである点は同じ。
Wii U版の2年前のレゴシティが物語の舞台。チェイス・マケインのレゴシティで初めての事件・犯罪捜査の様子を描いている。2年前ということもあってか、警察署や鉄道、一部の橋や建物が未完成（建設中）だったり、一部のエリアが存在していなかったりなど、発展途上となっている場所が多く見受けられる。以下に主な相違点をまとめる。
- Wii U版で開通していた鉄道が未完成のため、エリア間の瞬時移動はヘリポートを利用する（その代わりヘリの自由操作はできない）。
- レゴシティのうち、北東エリア（パゴダ、ブライトライツプラザ、クレセントパーク、アップタウン、フレスコ、パラダイスサンズ、レゴシティ空港）には開発中のためか入ることはできない。また、エリアをまたぐ際にはロードが入る（そのため、ミッション中にエリアはセーブされない限り跨がないことになっている）。
- 南東エリアについては、Wii U版におけるダウンタウンおよびフェスティバル広場とキングスコートの一部をひっくるめて「ダウンタウン」としている。
- ブルーベル国立公園は、本作では「ブルーベルウッズ」という名称になっている。
- エリア間を結ぶ一部の橋が未完成となっている（ヘリテッジブリッジは最初から開通、オーバーン・ベイブリッジはストーリーが進むと開通する）。ブラックウェルブリッジは永遠に完成しない。
- 車の車種もWii U版より少なく、カラーの変更もできない。また、車に乗っている際にはBGMが流れたり、登場人物の会話はほとんどが字幕になっている。チェイスのセリフ「わるーい」や「警察だ」もない。
- スーパービルドを作る際は、特殊なムービーが流れる（チェイスの目の前で組み立てられていくわけではない）。
- フリープレイモードがなく、ミッションは一回きりである（ミッションの取りこぼしはない）。
- Wii U版よりストーリーが短く、やれるシティチャレンジも少ない。
- ヒューズボックスを修理する際には、ボタンを連打する。
- ナタリア·コワルスキーは、本作では髪の色が茶色である。
- セーブスロットはWii U版のようにいくつも作れない（2つまで）。
- フランク、エリー、チャン、パパラルドなどの一部キャラクターはストーリー展開上登場してこない。そのため、チェイス ビギンズにしか出てこない悪党やその他キャラクターが存在している。
- レックスが途中からしか登場しない。
- レックスだけの特殊能力がなく、ゴールドブロックもない。